# Power Rangers (filme)
Power Rangers (ou Saban's Power Rangers; bra/prt: Power Rangers) é um filme de ação e aventura norte-americano de 2017 baseado no grupo homônimo da primeira temporada dos Power Rangers. Dirigido por Dean Israelite e com base no roteiro de Ashley Miller e Zack Stentz, a produção é realizada por Brian Casentini, Allison Shearmur, Marty Bowen, Wyck Godfrey, Brent O'Conor e Haim Saban.
Os estúdios responsáveis para produção são a Lionsgate, Saban Brands e Saban Entertainment. Os protagonistas são compostos por Dacre Montgomery, Naomi Scott, Ludi Lin, RJ Cyler, Becky G, Elizabeth Banks e Bryan Cranston.
A data de estreia sofreu mudanças, estreando em 24 de março de 2017 nos Estados Unidos. Em Portugal e no Brasil, o filme foi lançado um dia antes, em 23 de março.
Com um orçamento de US$ 100 milhões, o filme arrecadou US$ 85 milhões no mercado interno, Estados Unidos e Canadá. Mundialmente, registrou a soma total de US$ 142 milhões nos cinemas.
Foi planejado que esse seria o primeiro de cinco até sete filmes, mas depois da baixa receita foi afirmado que a franquia havia sido cancelada, porém, após ser adquirido pela Hasbro em 2018, anunciou que em 31 de maio de 2018, irá produzir os próximos filmes, e em agosto de 2018 anunciou planejamento para a tão esperada continuação.
Porém, em 2019, Dacre Montgomery declarou que ele e o elenco não está mais envolvido no próximo filme, e uma semana depois na Comic-Con de 2019 em San Diego, a Hasbro anunciou novo reboot da franquia para 2021 ou 2022 aproximadamente. Em fase de desenvolvimento, o reboot da Paramount, o mesmo de Sonic, teve o roteiro de Patrick Burleigh e direção de Jonathan Entwistle.
Foi um dos filmes que nunca fazia parte do catálogo nos canais de TV e na Netflix, porém, foi exibido pela primeira vez no canal SyFy americano em 15 de setembro de 2019, junto com o lançamento do Megazord do filme do jogo de aplicativo Power Rangers Legacy Wars, no qual o logotipo do filme foi reaproveitado, assim como em Power Rangers Battle For The Grid nos atuais consoles de mesa. E o filme finalmente é exibida na TV fechada em 20 de março de 2020 no Telecine Pipoca.

## Sinopse
Segue a história de cinco adolescentes normais que precisam se tornar algo extraordinário quando eles descobrem que sua cidade, Angel Grove – e o mundo – está prestes a ser obliterada por um ataque alienígena. Escolhidos pelo destino, nossos heróis rapidamente descobrem que são os únicos que podem salvar o planeta. Mas para isso, eles precisam resolver suas vidas primeiro, antes de se juntarem como os Power Rangers.

## Elenco
- Dacre Montgomery como Jason Scott / Ranger Vermelho (dublado por Charles Emmanuel): É uma lenda na sua cidade natal – um conhecido jogador de futebol americano com habilidades para ir longe. As pessoas sabiam o seu nome e as crianças até usavam sua camisa. Mas, uma noite, Jason bateu com seu carro contra um poste e quebrou o joelho. Todos os sonhos de Jason morreram num instante e, com isso, ele se perdeu. Quando nós o encontramos no início do filme, Jason é um garoto que precisa de redenção. No final, ele vai guiar esse grupo de adolescentes, para que juntos, eles descubram quem realmente são.
- Naomi Scott como Kimberly Hart  / Ranger Rosa (dublada por Pamella Rodrigues): Pouco convencional e tão legal quanto as garotas populares gostariam de ser. Na verdade, ela até já foi uma dessas garotas, mas não é mais. Não desde que ela voltou para a escola, após passar seis meses afastada. Os rumores sobre o motivo circulam,mas ela parece não se preocupar com isso, porque ela voltou com uma atitude nervosa e de rebelde sem causa. Mas a verdade é que tudo isso está mascarando um segredo profundo que a deixa vulnerável.
- Becky G como Trini Kwan  "Dee Dee" / Ranger Amarela (dublada por Bruna Laynes): Misteriosa e extremamente brilhante. Seus pais se mudam frequentemente por causa do trabalho, fazendo com que ela seja sempre a “nova garota” em qualquer escola. Solitária convicta, Trini é autossuficiente e muito observadora. Tudo o que ela quer é encontrar um verdadeiro grupo de amigos, algo que ela nunca vai admitir – muito menos para ela própria. No final, ela ficou de castigo e foi obrigada a consertar o seu quarto que Rita destruiu, enquanto seus dois irmãos fazem companhia para ela.
- RJ Cyler como William "Billy Cranston / Ranger Azul (dublado por Cadu Paschoal): Rápido e envergonhado. Billy vive constantemente desafiado por suas fracas habilidades para se comunicar e interagir socialmente. Inteligente e fofo, porém sempre esquisito, às vezes de uma forma divertida, mas às vezes não. Mostrar suas emoções, entender ironias e lidar com o seu TOC são seus principais desafios. Nunca teve amigos de verdade e imediatamente começa a ficar próximo de Jason.
- Ludi Lin como Zack Taylor / Ranger Preto (dublado por Fabrício Vila Verde): É o cara da festa. Cheio de arrogância, Zack é legal por fora. Um cara charmoso e que nunca teve problemas de falta de confiança perto das mulheres. Um grande atleta que nunca quis jogar em qualquer equipe, a não ser a sua própria. Zack vive fazendo propaganda dele mesmo,exceto pelo fato de viver em um trailer com sua mãe solteira e, por isso, se sente bastante inferior aos seus colegas.
- Elizabeth Banks como Rita Repulsa (dublada por Miriam Ficher): A ex-ranger verde, que se rebelou contra Zordon e agora procura destruir o mundo.
- Bryan Cranston como Zordon (dublado por Luiz Carlos Persy): O mentor e mestre dos jovens que tem a aparência de uma cabeça elevada que se levita, é muito inteligente e sempre tenta dar conselhos de moral e bem sábios aos jovens.
- Bill Hader como Alpha 5 (dublado por Phillipe Maia): Robô que dá toda assistência aos Power Rangers no centro de comando.
- Anjali Jay como Maddy Hart:[16] Mãe de Kimberly.
- David Denman como Sam Scott (dublador por Eduardo Borgerth): o pai de Jason Scott (Ranger Vermelho). Os dois têm seus problemas, pois muitas vezes o pai entra em conflito com o filho devido a complicada carreira de Jason no futebol americano.[17]
- Patrick Sabongui como Sr. Kwan: Um parente próximo a Trini.
- Lisa Berry como Candace Cranston: Mãe de Billy.
- Emily Maddison como Rebecca.
- Sarah Grey como Amanda.
- Kayden Magnuson como Pearl Scott: a irmã de Jason.
- Caroline Cave como Bervely Scott: a mãe de Jason.
- Matt Shively: Amigo de Jason que ajuda a colocar o boi no vestiário da escola.
- Amy Jo Johnson /Jason David Frank: Cidadãos de Alameda dos Anjos.

## Produção

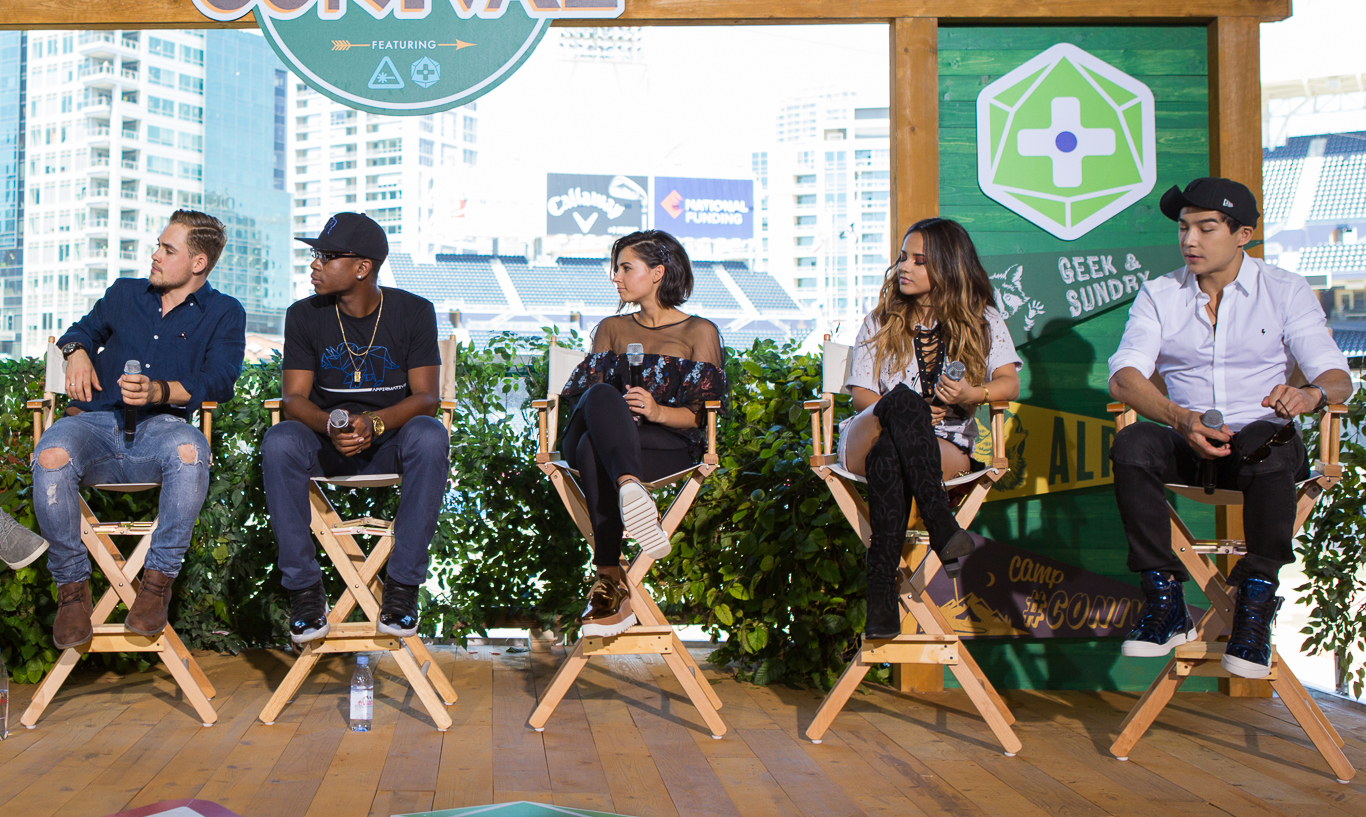

Em 7 de maio de 2014, a Saban, em parceria com a Lionsgate, anunciaram um novo filme baseado na franquia dos Power Rangers. Roberto Orci foi ligado a produção como produtor e Ashley Miller e Zack Stentz contratados para escrever o roteiro de 600 páginas,sendo revisitado por outros roteiristas. Desde então, Orci disse que o filme teria "uma continuidade dentro do mundo". Ele chegou a abandonar o projeto em 19 de setembro de 2014 por estar trabalhando em Star Trek Beyond, mas tornou-se um produtor executivo. O diretor Dean Israelite descreveu o tom do filme como "aterrada e maduro", mas também "completamente brincalhão". Os produtores acrescentaram influências sobre o filme Clube dos cinco, de John Hughes, e os filmes do Homem Aranha dirigidos por Sam Raimi.
O diretor de elenco, John Papsidera, foi o responsável pela escalação dos atores e para os papéis principais do filme. O estúdio Lionsgate procurou nomes desconhecidos, talentos jovens para o projeto. Atores como KJ Apa, Austin Butler, Mitchell Hope fizeram teste para o papel de Jason / Ranger Vermelho; Daniel Zovatto, Ross Butler e Brian Marc participaram do teste ao papel de Zack / Ranger Preto; Stefanie Scott e Anna SophiaRobb foram testadas para o papel de Kimberly / Ranger Rosa. Somente durante o mês de outubro de 2015, foi revelado que o elenco protagonista do longa seria Naomi Scott, Dacre Montgomery, Ludi Lin, RJ Cyler e Becky G.
Previamente agendado para o dia 21 de julho de 2016, teve a estreia adiada para a data para 13 de Janeiro de 2017, mas novamente adiado, para 24 de março de 2017, por parte da Lionsgate querer focar totalmente na franquia. No início de fevereiro, a atriz Elizabeth Banks foi anunciada para viver a vilã Rita Repulsa. Em 3 de março de 2015, Dean Israelite disse que queria que essa história refletisse na adolescência de hoje, sendo que o filme trataria o amadurecimento dos personagens que começariam o filme não sendo amigos, tratando da diversidade dos personagens, além dos uniformes clássicos serem mantidos mas se tornando modernos, de qualidade e audacioso, e elogiando a capacidade de Elizabeth Banks para o papel. Bryan Tyler irá compor a trilha sonora do filme. No dia 21 de Junho, o ator Bryan Cranston (Breaking Bad) foi anunciado para viver Zordon, o mentor do Rangers.

### Filmagens
As filmagens do longa foram em Vancouver, Canadá. A pré produção começou em Janeiro, e as filmagens externas foram feitas entre 29 de fevereiro e 25 de maio de 2016. As edições foram finalizadas depois. Recentemente em outubro de 2016, foram refilmadas algumas cenas feitas para a versão final e adicionando novas cenas.

### Trailer
O primeiro trailer oficial saiu no dia 8 de outubro de 2016, ao som de uma das músicas da trilha sonora do reboot: "I Walk the Line" da cantora Halsey (cover de um hit clássico cantado por Johnny Cash), essa música só não foi incluída dentro do filme. Foi divulgado acidentalmente horas antes de ser mostrada no Nova York Comic Con 2016 quando confirmou a presença do elenco do novo filme.

### Aftershock
Uma graphic novel que continua a história do filme foi anunciada para dia 29 de Março. Esta irá contar a história dos Rangers após os eventos do filme e introduzirá Tommy o Ranger Verde ao time. será roteirizado por Ryan Parrott e desenhado pelo artista brasileiro Lucas Werneck.

### Próximo Filme de Power Rangers é anunciado pela Hasbro
Em 7 de agosto de 2018, a Hasbro emitiu uma declaração confirmando que tinha interesse em continuar com os eventos apresentados nesse filme, em 15 de dezembro de 2018, Brian Goldner (CEO da Hasbro) frisa que o novo filme está programado para os próximos dois anos. Em julho de 2019, o ator Dacre Montgomery declarou que ele e seus colegas deste último filme, não está mais envolvido no próximo, e em 19 de julho de 2019 na Comic-Con em San Diego, a Hasbro anunciou novo reboot da franquia. Atualmente, ainda está em andamento e o novo filme terá o roteiro de Patrick Burleigh (Pedro Coelho 2 O Fugitivo) e direção de Jonathan Entwistle (The End of the F***ing World).

### Trilha sonora
Brian Tyler é o responsável das trilhas de fundo que tocam durante o filme e durante os créditos. Além disso, estão as músicas na ordem de exibição durante o filme:
| Música                          | Artista                              |
| ------------------------------- | ------------------------------------ |
| "We Don't Believe What's On TV" | Twenty One Pilots                    |
| "Rock With Me"                  | BiONIK & Sophia Eris                 |
| "Calling All"                   | Phantogram                           |
| "Salute Your Solution"          | The Raconteurs                       |
| "Communion"                     | Tove Lo                              |
| "Watch Me Walk"                 | Jay Watts                            |
| "The Ecstatics"                 | Explosions in the Sky                |
| "Ring of Fire"                  | Social Distortion                    |
| "Handclap"                      | Fitz and The Tantrums                |
| "Birmingham Valley Blues"       | Margaret Lewis & Grace Tennessee     |
| "Every Day of My Life"          | Bill Victor                          |
| "Stand by Me"                   | Jordan Beckett                       |
| "Go Go Power Rangers"           | Power Rangers Orchestra              |
| "Power"                         | Kanye West                           |
| "Survivor"                      | Destiny's Child                      |
| "Unstoppable"                   | The Score                            |
| "Give It All"                   | With You., Santigold e Vince Staples |